# Championnat de Suisse de hockey sur glace 1986-1987
Saison précédente Saison suivante
La saison 1986-1987 est la 78e saison du championnat de Suisse de hockey sur glace. La LNA voit la consécration du HC Lugano  à l'issue des play-off.

## Ligue nationale A

### Mode de championnat
Le championnat comporte tout d'abord 36 matches, lors desquels les dix équipes de LNA se rencontrent chacune à quatre reprises. À la fin, les quatre premières équipes du classement se disputent le titre de champion dans des play-off, alors que les deux dernières sont directement reléguées en LNB.

### Saison régulière
Lugano termine la saison régulière à la première place de LNA, suivi de près par Kloten, qui ne comptabilise que deux victoires de moins sur les 36 rencontres, soit quatre entre chaque équipe prenant part à ce championnat.
Le Hockey Club Coire est le deuxième plus mauvais club de la saison et, avec le Hockey Club Olten, finissant dernier avec seulement huit victoires, descend en LNB. Les quatre premières équipes du championnat sont qualifiées pour les play-off, comme à l'échelon supérieur. 
| Clt   | Équipe               | PJ | V  | D  | N | BP  | BC  | Diff | Pts |
| ----- | -------------------- | -- | -- | -- | - | --- | --- | ---- | --- |
| +001, | HC Lugano (T)        | 36 | 24 | 9  | 3 | 198 | 125 | +73  | 51  |
| +002, | EHC Kloten           | 36 | 22 | 9  | 5 | 194 | 126 | +68  | 49  |
| +003, | HC Davos             | 36 | 21 | 12 | 3 | 165 | 132 | +33  | 45  |
| +004, | HC Ambrì-Piotta      | 36 | 19 | 12 | 5 | 207 | 167 | +40  | 43  |
| +005, | CP Berne (P)         | 36 | 16 | 15 | 5 | 188 | 178 | +10  | 37  |
| +006, | HC Bienne            | 36 | 17 | 17 | 2 | 156 | 194 | -38  | 36  |
| +007, | HC Fribourg-Gottéron | 36 | 13 | 19 | 4 | 170 | 205 | -35  | 30  |
| +008, | HC Sierre            | 36 | 13 | 20 | 3 | 155 | 185 | -30  | 29  |
| +009, | HC Coire (P)         | 36 | 10 | 24 | 2 | 139 | 170 | -31  | 22  |
| +010, | HC Olten             | 36 | 8  | 26 | 2 | 119 | 209 | -90  | 18  |

- En gras : qualifié pour les play-off
- En italique : relégué en LNB

### Play-off
Les quatre qualifiés accèdent aux séries éliminatoires commençant par les demi-finales. Le premier de la saison régulière affronte le quatrième, tandis que le deuxième affronte le troisième. Le vainqueur est désigné en trois manches gagnantes, chaque match se déroulant en alternance dans les deux villes s'affrontant, le club ayant été le mieux classé commençant à domicile. Il doit obligatoirement y avoir un vainqueur avec, si besoin, prolongations puis tirs au but, contrairement à la saison régulière durant laquelle les matchs nuls sont comptabilisés comme tels à la fin du temps réglementaire. 
La finale, qui voit se rencontrer Kloten et Lugano, les deux premiers de la saison régulière, se joue également en trois parties gagnantes, et ce sont finalement les Tessinois qui l'emportent 3-0 dans leur confrontation face aux Zurichois. Lugano est finalement champion assez facilement, enlevant ses trois rencontres d'affilée en finale avec jusqu'à quatre buts d'avance.
|  | Demi-finales    | Demi-finales |                        |   | Finale | Finale |
|  | Demi-finales    | Demi-finales |                        |   | Finale | Finale |
|  |                 |              |                        |   |        |        |
|  |                 |              |                        |   |        |        |
|  |                 |              |                        |   |        |        |
|  | HC Lugano (T)   | 3            |                        |   |        |        |
|  | HC Lugano (T)   | 3            |                        |   |        |        |
|  | HC Ambrì-Piotta | 0            |                        |   |        |        |
|  | HC Ambrì-Piotta | 0            | HC Lugano (T)          | 3 |        |        |
|  |                 |              | HC Lugano (T)          | 3 |        |        |
|  |                 | EHC Kloten   | 0                      |   |        |        |
|  | EHC Kloten      | EHC Kloten   | 0                      | 3 |        |        |
|  | EHC Kloten      |              |                        | 3 |        |        |
|  | HC Davos        | 2            |                        |   |        |        |
|  | HC Davos        | 2            | Match pour la 3e place |   |        |        |
|  |                 |              |                        |   |        |        |
|  |                 |              |                        |   |        |        |
|  |                 |              |                        |   |        |        |
|  | HC Davos        | 0            |                        |   |        |        |
|  | HC Davos        | 0            |                        |   |        |        |
|  | HC Ambrì-Piotta | 2            |                        |   |        |        |
|  | HC Ambrì-Piotta | 2            |                        |   |        |        |

Les perdants des demi-finales, le HC Davos et le HC Ambrì-Piotta, s'affrontent dans une rencontre pour la troisième place, se jouant cette fois sur deux manches. C'est Ambrì-Piotta qui l'emporte, après deux manches riches en buts, (6-8 lors de la première, 7-3 lors de la deuxième) avec un total de 13 buts contre 11 pour Davos.

### Statistiques

#### Classement par points pour la saison régulière
À l'issue de la saison régulière, un classement des joueurs par points est établi.
| Clt | Nom                 | Équipe               | PJ | B  | A  | Pts |
| --- | ------------------- | -------------------- | -- | -- | -- | --- |
| 1   | Jean-François Sauvé | HC Fribourg-Gottéron | 32 | 32 | 58 | 90  |
| 2   | Kent Johansson      | HC Lugano            | 35 | 33 | 45 | 78  |
| 3   | Ross Yates (en)     | EHC Kloten           | 33 | 36 | 39 | 75  |
| 4   | Kirk Bowman (en)    | CP Berne             | 32 | 30 | 44 | 74  |
| 5   | Normand Dupont      | HC Bienne            | 35 | 30 | 42 | 72  |
| 6   | Kelly Glowa         | HC Sierre            | 36 | 37 | 28 | 65  |
| 7   | Peter Jaks          | HC Ambrì-Piotta      | 36 | 39 | 23 | 62  |
| 8   | Adrian Hotz         | CP Berne             | 36 | 35 | 24 | 59  |
| 9   | Gil Montandon       | HC Fribourg-Gottéron | 33 | 35 | 21 | 56  |
| 10  | Roman Wäger         | EHC Kloten           | 35 | 32 | 23 | 55  |

#### Meilleurs pointeurs en play-off
| Clt | Nom                  | Équipe          | PJ | B | A | Pts |
| --- | -------------------- | --------------- | -- | - | - | --- |
| 1   | Lance Nethery        | HC Davos        | 7  | 8 | 7 | 15  |
| 2   | Kent Johansson       | HC Lugano       | 6  | 7 | 5 | 12  |
| 3   | Felix Hollenstein    | EHC Kloten      | 8  | 6 | 4 | 10  |
| 4   | David Farrish        | HC Davos        | 7  | 2 | 8 | 10  |
| 5   | Jacques Soguel       | HC Davos        | 7  | 6 | 3 | 9   |
| 6   | Anthony Currie (en)  | EHC Kloten      | 8  | 6 | 2 | 8   |
| 7   | Steven Stockman (de) | HC Ambrì-Piotta | 5  | 5 | 3 | 8   |
| 8   | Mats Waltin          | HC Lugano       | 6  | 4 | 4 | 8   |
| 9   | Alfred Lüthi (en)    | HC Lugano       | 6  | 6 | 1 | 7   |
| 10  | Dale McCourt         | HC Ambrì-Piotta | 5  | 5 | 2 | 7   |

## Ligue nationale B

### Mode de championnat
Comme en LNA, le championnat comporte tout d'abord 36 matches, lors desquels les dix équipes de LNB se rencontrent chacune à quatre reprises. À l'issue des 36 rencontres, les quatre premières du classement se disputent le titre de champion et la promotion en LNA dans des play-off, alors que les deux dernières sont reléguées en 1re ligue.

### Saison régulière
| Clt   | Équipe                   | PJ | V  | D  | N | BP  | BC  | Diff | Pts |
| ----- | ------------------------ | -- | -- | -- | - | --- | --- | ---- | --- |
| +001, | SC Langnau               | 36 | 29 | 4  | 3 | 182 | 92  | 90   | 61  |
| +002, | Zürcher SC (R)           | 36 | 26 | 8  | 2 | 169 | 107 | 62   | 54  |
| +003, | EV Zoug                  | 36 | 21 | 11 | 4 | 194 | 131 | 63   | 46  |
| +004, | SC Herisau (P)           | 36 | 15 | 15 | 6 | 165 | 165 | 0    | 36  |
| +005, | HC Ajoie                 | 36 | 14 | 14 | 8 | 144 | 132 | 12   | 36  |
| +006, | SC Rapperswil-Jona       | 36 | 14 | 17 | 5 | 160 | 169 | -9   | 33  |
| +007, | HC Bâle-Rotweiss         | 36 | 11 | 20 | 5 | 148 | 181 | -33  | 27  |
| +008, | HC La Chaux-de-Fonds (P) | 36 | 13 | 22 | 1 | 141 | 178 | -37  | 27  |
| +009, | EHC Dübendorf            | 36 | 9  | 21 | 6 | 129 | 182 | -53  | 24  |
| +010, | EHC Grindelwald (de) (P) | 36 | 7  | 27 | 2 | 125 | 220 | -95  | 16  |

- En gras : qualifié pour les play-off
- En italique : relégué en 1re ligue

### Play-off
Le SC Langnau remporte le championnat et est promu. Finaliste, l'EV Zoug accède également à la LNA.
|  | Demi-finales   | Demi-finales |            |   | Finale | Finale |
|  | Demi-finales   | Demi-finales |            |   | Finale | Finale |
|  |                |              |            |   |        |        |
|  |                |              |            |   |        |        |
|  |                |              |            |   |        |        |
|  | SC Langnau     | 3            |            |   |        |        |
|  | SC Langnau     | 3            |            |   |        |        |
|  | SC Herisau (P) | 0            |            |   |        |        |
|  | SC Herisau (P) | 0            | SC Langnau | 2 |        |        |
|  |                |              | SC Langnau | 2 |        |        |
|  |                | EV Zoug      | 0          |   |        |        |
|  | Zürcher SC     | EV Zoug      | 0          | 1 |        |        |
|  | Zürcher SC     |              |            | 1 |        |        |
|  | EV Zoug        | 3            |            |   |        |        |
|  | EV Zoug        | 3            |            |   |        |        |

### Statistiques

#### Classement par points pour la saison régulière
À l'issue de la saison régulière, un classement des joueurs par points est établi.
| Clt | Nom                  | Équipe               | PJ | B  | A  | Pts |
| --- | -------------------- | -------------------- | -- | -- | -- | --- |
| 1   | Fernand Leblanc (en) | SC Herisau           | 36 | 56 | 46 | 102 |
| 2   | Donald Laurence      | EV Zoug              | 36 | 59 | 23 | 82  |
| 3   | Michael McParland    | HC La Chaux-de-Fonds | 33 | 30 | 48 | 78  |
| 4   | Merlin Malinowski    | SC Langnau           | 36 | 29 | 44 | 73  |
| 5   | Daniel Métivier      | HC Ajoie             | 36 | 44 | 25 | 69  |
| 6   | Laurent Stehlin      | HC La Chaux-de-Fonds | 32 | 38 | 25 | 63  |
| 7   | Allan Conroy (en)    | SC Rapperswil-Jona   | 36 | 30 | 31 | 61  |
| 8   | Christian Weber      | Zürcher SC           | 34 | 30 | 29 | 59  |
| 9   | Peter Moser          | SC Langanu           | 35 | 27 | 29 | 56  |
| 10  | John Fritsche        | EV Zoug              | 36 | 29 | 20 | 49  |